# Carpometacarpaal gewricht
De carpometacarpale gewrichten (CMC) of articuli carpometacarpii zijn gewrichten in de hand die de middenhandsbeentjes laten bewegen ten opzichte van de handwortelbeentjes.  
Het carpometacarpale gewricht van de duim (CMC1), ook trapeziometacarpaal gewricht geheten, geeft de mogelijkheid om de duim tegenover de andere vingers te plaatsen (oppositie).  
Bij artrose van de duim is het kraakbeen van het carpometacarpale gewricht van de duim aangedaan en wordt het grijpen en knijpen pijnlijk en moeilijker.